# Vorposten der Tyrannei
| 1. Iran 2. Kuba 3. Myanmar 4. Nordkorea 5. Simbabwe 6. Belarus |

Karte der Welt mit den von den USA (in Blau) als „Vorposten der Tyrannei“ (in Grün) bezeichneten Staaten

„Vorposten der Tyrannei“ (englisch “outposts of tyranny”) ist ein politisches Schlagwort. Es wurde von Condoleezza Rice in ihrer Anhörung zur Ernennung zur Außenministerin der USA vor dem United States Senate Committee on Foreign Relations zur Beschreibung einer Reihe von Ländern verwendet, deren Regierungen die Menschenrechte missachten.

## Definition
Vor dem Senatsausschuss am 18. Januar 2005 merkte Rice in einer vorbereiteten Rede an:

„Die Welt [Anm.: Im Sinne der ‚internationalen Gemeinschaft‘] sollte das anwenden, was Natan Sharansky die Marktplatzprobe nannte: ‚Eine Person, die nicht das Zentrum eines beliebigen Marktplatzes in einer beliebigen Stadt betreten und dort ihre Meinung frei äußern kann, ohne befürchten zu müssen, dass sie verhaftet, inhaftiert oder körperlich versehrt wird, lebt in einer Gesellschaft der Angst, nicht in einer Gesellschaft der Freiheit. Wir dürfen nicht ruhen, bis jeder, der in einer solchen «Gesellschaft der Angst» lebt, seine Freiheit erlangt hat.‘“

Dabei erläuterte Rice auch im Folgenden näher, anhand welcher Kriterien sie solche Länder so kategorisierte. Ihre augenfälligste Gemeinsamkeit sind die in den jährlich vom State Department herausgegebenen Country Reports on Human Rights Practices und International Religious Freedom Report angemahnten Menschenrechtsverletzungen der Regierungen dieser Länder. Unterschwellig kritisierte sie aber auch andere Länder:

„Im Nahen Osten hat Präsident Bush mit der sechs Jahrzehnte anhaltenden Tradition gebrochen, den Mangel an Freiheit in der Hoffnung zu legitimieren, dass dadurch Stabilität erreicht werde. Der Einsatz könnte nicht höher sein. Solange der Nahe Osten im weiteren Sinn eine Region der Tyrannei, der Verzweiflung und der Wut bleibt, werden aus ihr Extremisten und Bewegungen hervorgehen, die die Sicherheit von Amerikanern und die von Freunden gefährden.“

## Verwendung
Im Laufe ihrer Rede konkretisierte Rice ihre Vorwürfe gegenüber sechs Ländern:

“To be sure, in our world there remain outposts of tyranny – and America stands with oppressed people on every continent … in Cuba, and Burma, and North Korea, and Iran, and Belarus, and Zimbabwe.”

„Natürlich bestehen auf unserer Welt noch Vorposten der Tyrannei, und Amerika steht unterdrückten Menschen auf allen Kontinenten bei – in Kuba, Birma, Nordkorea, Iran, Weißrussland und Simbabwe.“

Die Nationale Sicherheitsstrategie vom März 2006 hob diese sechs Länder unter Hinzunahme von Syrien erneut gegenüber anderen Staaten, die Menschenrechtsverletzungen begehen, hervor. In ihr heißt es:

“Tyranny is the combination of brutality, poverty, instability, corruption, and suffering, forged under the rule of despots and despotic systems. People living in nations such as the Democratic People’s Republic of Korea (DPRK), Iran, Syria, Cuba, Belarus, Burma, and Zimbabwe know firsthand the meaning of tyranny; it is the bleak reality they endure every day. […]”

„Tyrannei ist die Kombination aus Brutalität, Armut, Instabilität, Korruption und Leiden, von Despoten und despotischen Systemen erbaut. Menschen, die in Ländern wie der Demokratischen Volksrepublik Korea, Iran, Syrien, Kuba, Weißrussland, Birma und Simbabwe leben, kennen die Bedeutung der Tyrannei aus erster Hand, sie ist die düstere Realität, die sie jeden Tag ertragen [müssen] […]“

## Vergleich mit anderen politischen Schlagwörtern
Der Ausdruck „Vorposten der Tyrannei“ wurde vielfach mit Bushs Schlagwort „Achse des Bösen“ verglichen. Bei genauerer Betrachtung ist ein Vergleich trotz der ideologischen und politischen Nähe von Rice zu Bush allerdings nicht so ohne Weiteres möglich: Mit „Achse des Bösen“ verdächtigte Bush in seiner Rede zur Lage der Nation am 29. Januar 2002 die Staaten Nordkorea, den Iran und den Irak, maßgeblich für die Verbreitung von Massenvernichtungswaffen beizutragen und Terroristen entweder aktiv zu unterstützen oder ihnen Unterschlupf zu gewähren. Rice hingegen bezog sich direkt auf die Innenpolitik der von ihr genannten Länder. Der Begriff der „Achse des Bösen“ wurde 2003 obsolet, da die irakische Regierung unter Saddam Hussein von den USA gestürzt wurde.
Auch mit der Liste der von den Vereinigten Staaten der Unterstützung des Terrorismus verdächtigten Länder sind die „Vorposten der Tyrannei“ nicht völlig kongruent: Gelistet sind zwar Kuba, der Iran und Nordkorea, aber nicht die anderen „Vorposten“.

## Reaktionen
Die nordkoreanische Regierung nahm starken Anstoß an der Klassifizierung und erklärte, den Sechs-Nationen-Gesprächen fernbleiben zu wollen, solange sich die USA nicht entschuldigen würden. Darüber hinaus verlangte sie Sicherheitsgarantien. Am 21. Juni verwendete die Staatssekretärin für weltweite Angelegenheiten, Paula Dobriansky, den Begriff ein weiteres Mal in einer Rede am Hudson Institute: „Nordkorea, Myanmar, Simbabwe und Kuba sind Vorposten der Tyrannei.“ Han Song Ryol, Botschafter Nordkoreas bei den Vereinten Nationen, erklärte daraufhin:

„Eine Rückkehr zu den Sechs-Nationen-Gesprächen ist möglich, sofern aufseiten der USA für mindestens einen Monat Zurückhaltung bezüglich der Verwendung des Ausdrucks ‚Vorposten der Tyrannei‘ einkehrt.“

Der damalige südkoreanische Außenminister Ban Ki-moon zeigte sich besorgt über die Implikationen, die die Verwendung des Ausdrucks für die intrakoreanischen Gespräche hätte bergen können:

„Es ist bedauerlich, dass ein ranghohes Regierungsmitglied der USA den Ausdruck ‚Vorposten der Tyrannei‘ verwendet, der für eine versöhnliche Atmosphäre bei den Anstrengungen der beiden Koreas nicht gut ist.“

Ähnlich unerfreut zeigte sich der Präsident Südafrikas, Thabo Mbeki, der einen versöhnlichen Kurs gegenüber dem benachbarten Simbabwe fährt. Dieser beinhaltet u. a. die Vermeidung öffentlicher Kritik an der Person und Vergangenheit Robert Mugabes. Mbeki sagte, die Verwendung des Begriffs „ist übertrieben, und was die US-Regierung auch damit beabsichtigt, der Begriff ist diskreditiert“.
Mugabe selbst reagierte im Wahlkampf ausfallend auf die Titulierung durch Rice:

„Condoleezza Rice ist ein Mädchen, das von Sklaven abstammt. Sie sollte wissen, daß der weiße Mann kein Freund ist. […] Sie sagt, Simbabwe sei einer der fünf oder sechs Vorposten der Tyrannei weltweit. Klar muß sie ihrem Master [US-Präsident George W. Bush] das Wort reden.“

Der Iran wies einige Tage nach der Rede die Bezeichnung des Landes als „Vorposten der Tyrannei“ zurück. Präsident Mohammed Chatami lehnte sie implizit als unvernünftig ab und bezeichnete die USA im Gegenzug als Unruhestifter. Der Sprecher des Außenministeriums, Hamid Resa Asefi, deutete die Bezeichnung als „psychologische Kriegsführung“.
Das belarussische Außenministerium bewertete Rices Äußerungen als realitätsfern und als „[l]ügnerische Stereotype und Vorurteile“. 
Einige Beobachter verdächtigten die US-Regierung einer Doppelmoral in ihrer Außenpolitik, was die Vergabe der Bezeichnung angeht, besonders wegen des von den USA in der Guantánamo-Bucht betriebenen Internierungslagers. Amitabh Pal von der pazifistisch orientierten Monatszeitschrift The Progressive schrieb, dass Rice die Anwendung des Begriffs amerikanischen Interessen strategischer und ökonomischer Natur untergeordnet habe. Dies zeige sich daran, dass äußerste Zurückhaltung bei der Etikettierung einiger Staaten geübt worden sei, indem man Länder wie Saudi-Arabien, Äquatorialguinea oder Aserbaidschan ausgelassen habe.
Die Washington Post veröffentlichte eine Reihe von Interviews und Artikeln die Länder, die Rice erwähnte, betreffend.